# آست، پیرنس-آتلانتیک
آست، پیرنس-آتلانتیک (به فرانسوی: Aast, Pyrénées-Atlantiques) یک کمون در فرانسه با جمعیت ۱۹۲ نفر است که در Canton of Montaner واقع شده‌است.